# St. Lamberti (Ochtrup)

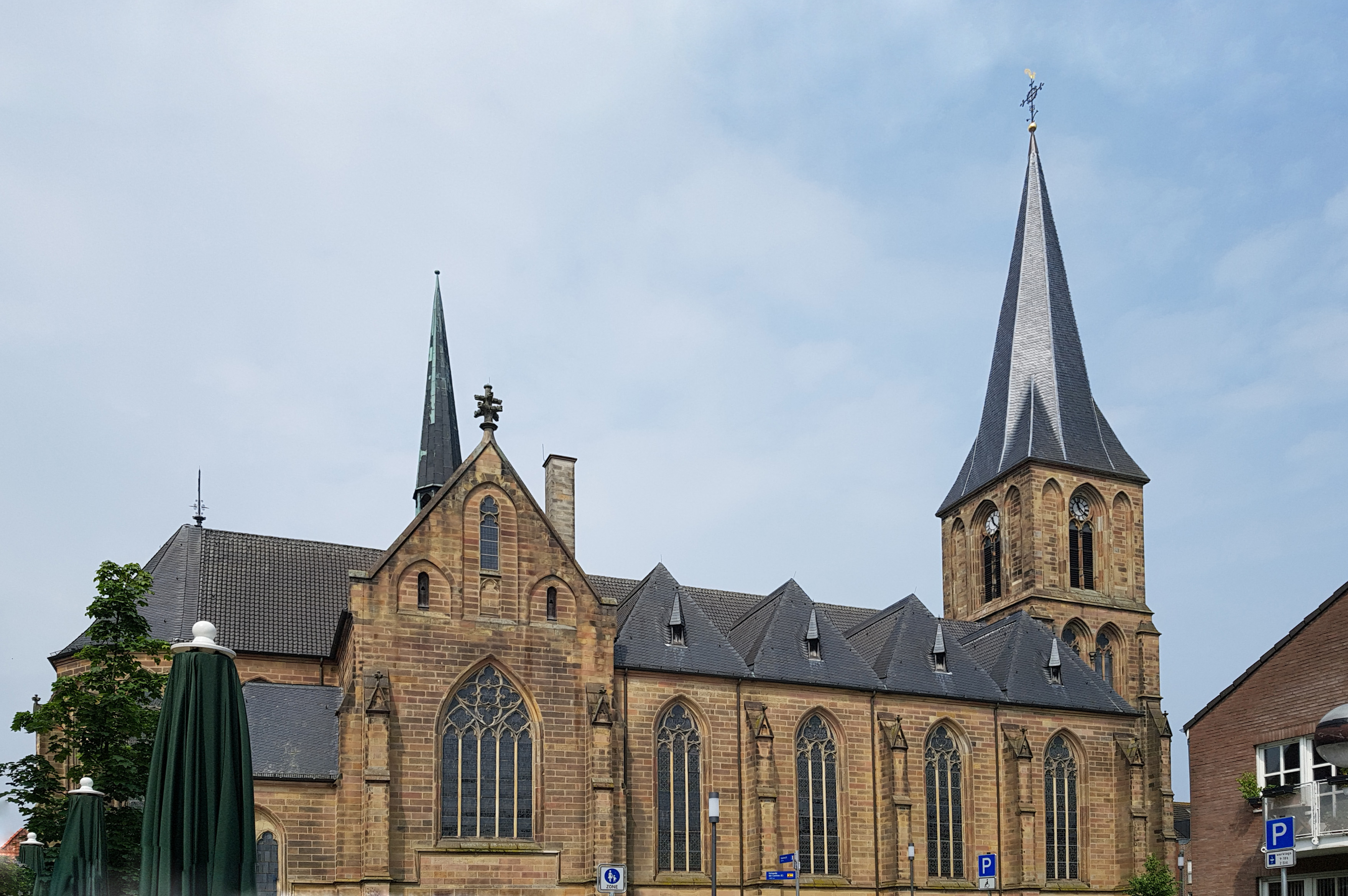
Ostseite der Kirche

St. Lamberti in Ochtrup (Nordrhein-Westfalen) ist eine katholische Pfarrkirche der Pfarrgemeinde St. Lambertus im Dekanat Steinfurt des Bistums Münster, sie trägt das Patrozinium des heiligen Bischofs Lambert von Lüttich.

## Geschichte

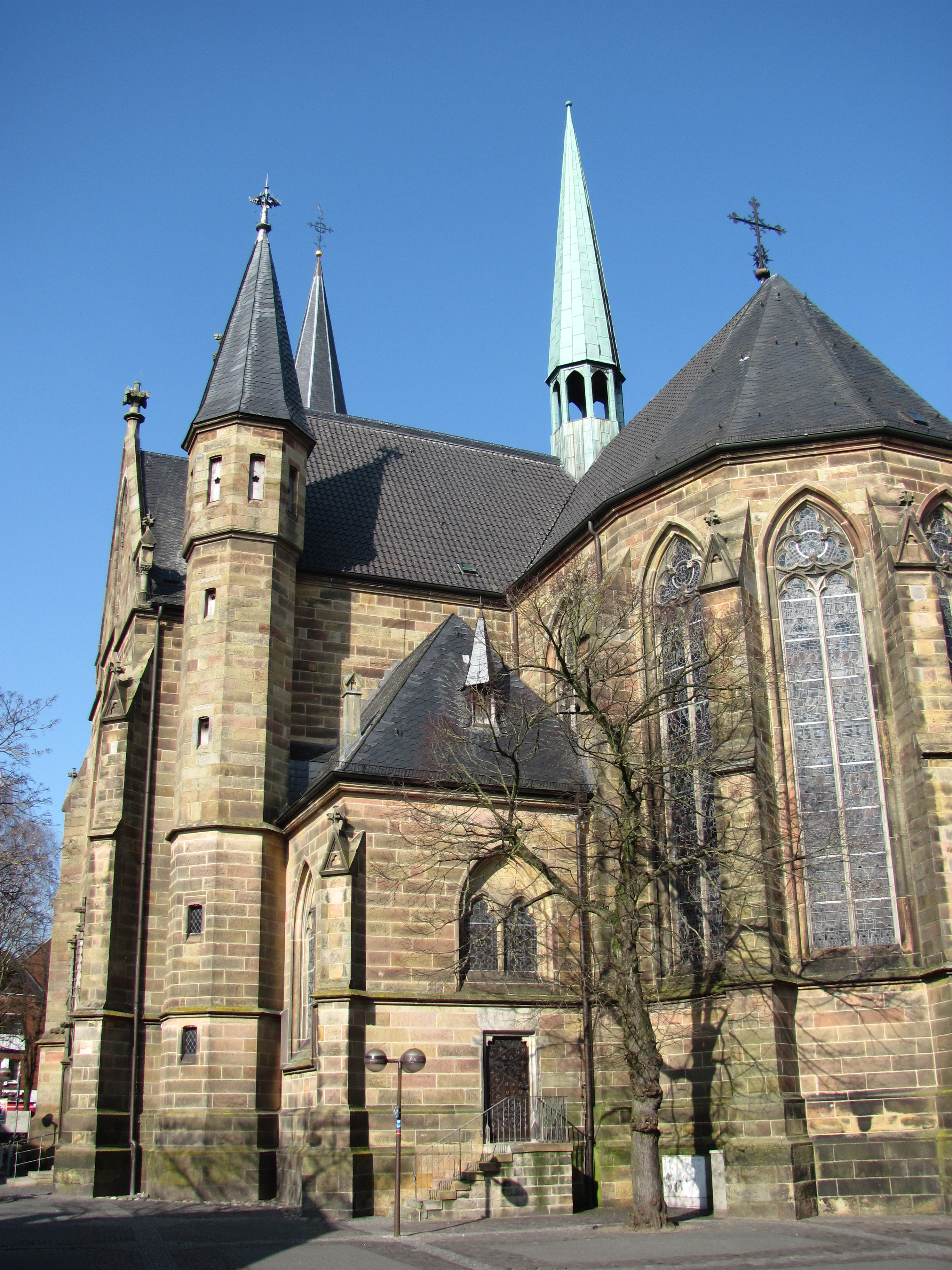
Chorapsis von Südwesten

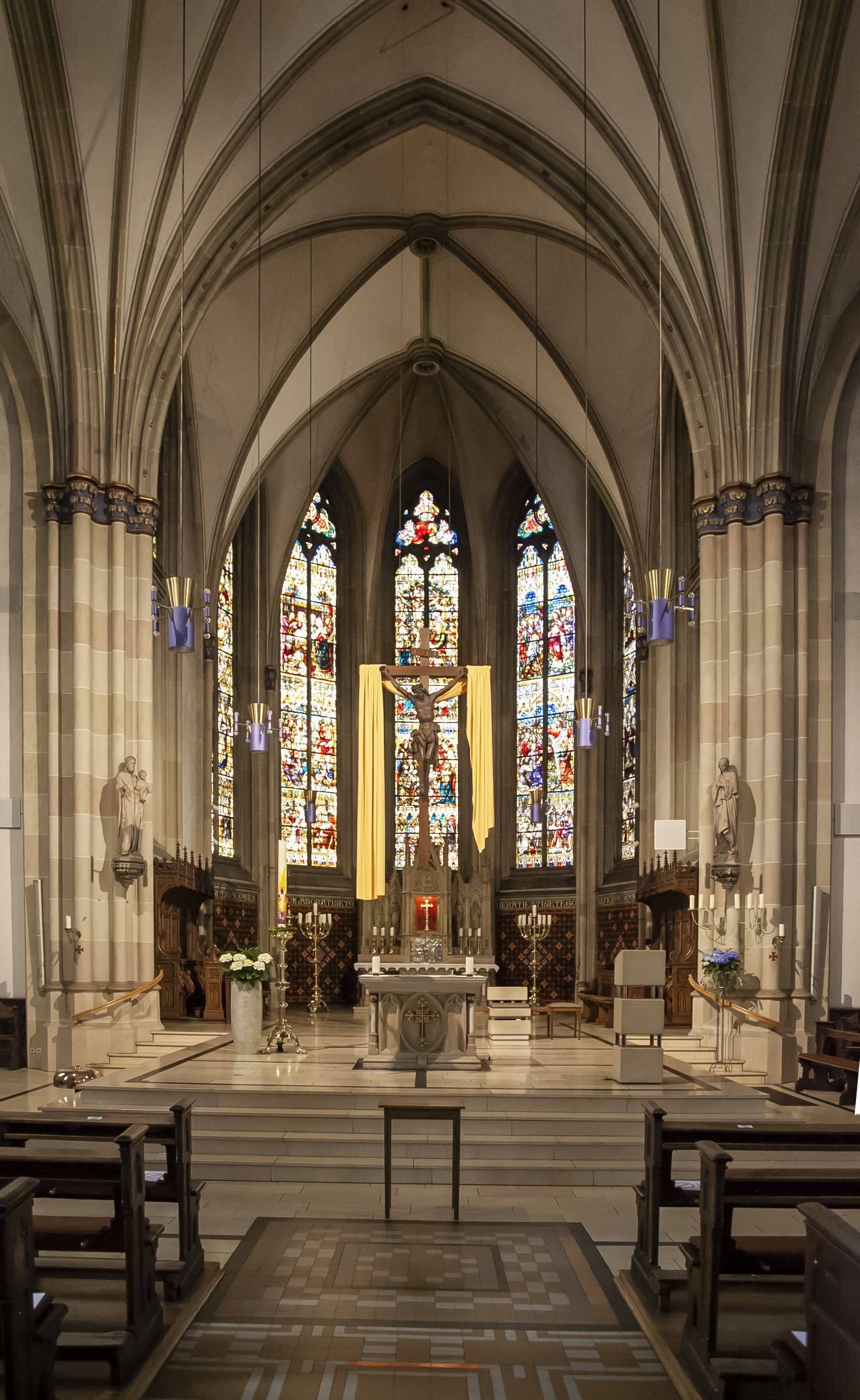
Chorapsis

Die alte, romanische Kirche stammte aus dem 13. Jahrhundert und wurde vor dem Dreißigjährigen Krieg vergrößert. Um 1800 hatte Ochtrup 3000 Einwohner und das alte Gotteshaus reichte nur für 1000 Gemeindemitglieder.
So begann Pastor Joseph Goeking (1802–1813), Nachfolger von Pastor Philipp Wernekink (1758–1802), mit den Vorbereitungen zum Bau einer neuen Kirche. Im Jahre 1842 begannen die Sammlungen für einen Neubau. 1854 trat durch die Gründung der Weberei der Gebrüder Laurenz ein bedeutender wirtschaftlicher Aufschwung ein und Pfarrer Ferdinand Tigges (1865–1892) konnte zur Ausführung der Pläne schreiten. Im Jahre 1862 hatte man 25.000 Taler für den neuen Kirchenbau gesammelt. Die Stadt Ochtrup war inzwischen auf 3000 Einwohner angewachsen. Zur Planung des neuen Gotteshauses wurde der Münsteraner Architekt Hilger Hertel beauftragt. 1866 wurde der Grundstein für den neuen Kirchenbau gelegt. Man entschied sich für die Neugotik, da diese damals noch sehr modern war.
Im März 1869 wurde der Schlussstein für das Deckengewölbe gesetzt. Der Turm hat eine Höhe von 225 Fuß (etwa 75 m). Die Malerarbeiten für den Innenraum dauerten mehr als vier Jahre. Die feierliche Weihe der Kirche fand am 27. August 1873 statt. Zwischen offizieller Grundsteinlegung und Vollendung lagen vier Jahre und ein Monat.
Der Hochaltar war bereits im September 1872 aufgestellt worden. Entworfen vom Architekten Hertel, ist er ein Werk des Bildhauers August Schmiemann aus Münster. Am 10. Oktober 1872 wurden die Türen am Tabernakel des Hochaltares eingesetzt sowie die Aufstellung der vier Marmorsäulen vollendet. Damit galt der Hochaltar als vollendet. Die beiden Seitenaltäre, im Entwurf ebenfalls von Hertel, wurden im September 1874 fertig gestellt.

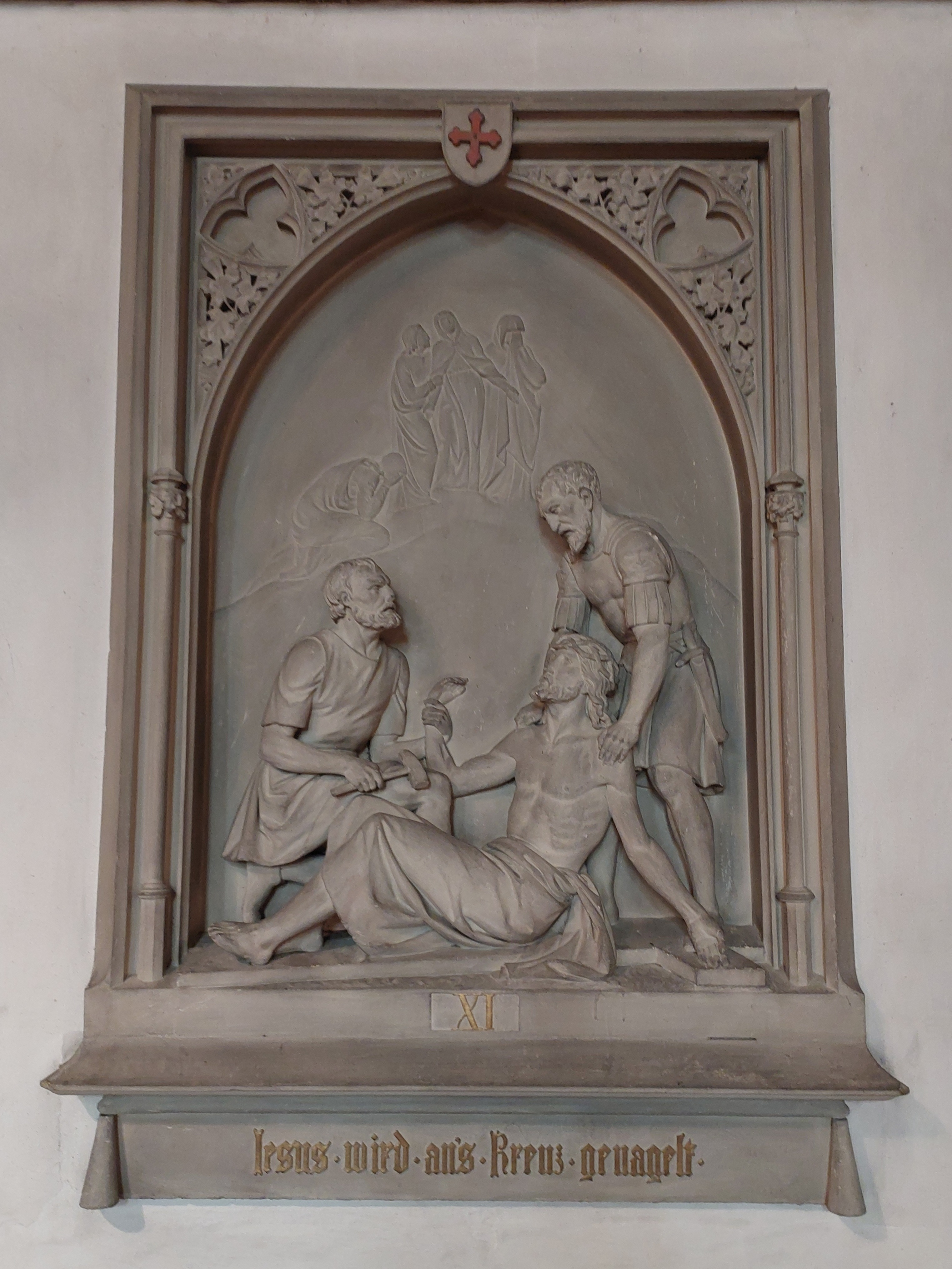
Kreuzweg Station. Relief von August Schmiemann (Münster).

Der an den Innenseiten des Kirchenraumes angebrachte Kreuzweg besteht aus 14 Reliefbildern, die ebenfalls von Bildhauer Schmiemann stammen. Die ersten sechs Stationen wurden 1874 fertig gestellt, die restlichen acht Stationen folgten ein Jahr später. Provisorisch befanden sich in der Zwischenzeit an den acht Stationen gemalte Bilder des Künstlers Franz Goldkuhl aus Wiedenbrück. Ebenfalls von Schmiemann ist die Figur des Hl. Josef mit dem Jesuskind am Chorpfeiler der Evangelienseite. Ostern 1899 wurden weitere Figuren aufgestellt, die allesamt vom Bildhauer Teigeler aus Altenberge stammen.
Die Baukosten für die Kirche beliefen sich zu dieser Zeit auf mehr als 65.000 Taler. Bereits im Jahre 1895 wurde der Kirchbau Sankt Lamberti im Bistum Münster mit elektrischem Licht ausgestattet. Im Jahre 1910 folgte eine Zentralheizung. Über Jahrzehnte wurde weiter gebaut und verändert.
Im Zuge des Zweiten Vatikanischen Konzils und seiner Erneuerungen in der Liturgie, wurde der Chorraum 1975 konziliar angepasst.

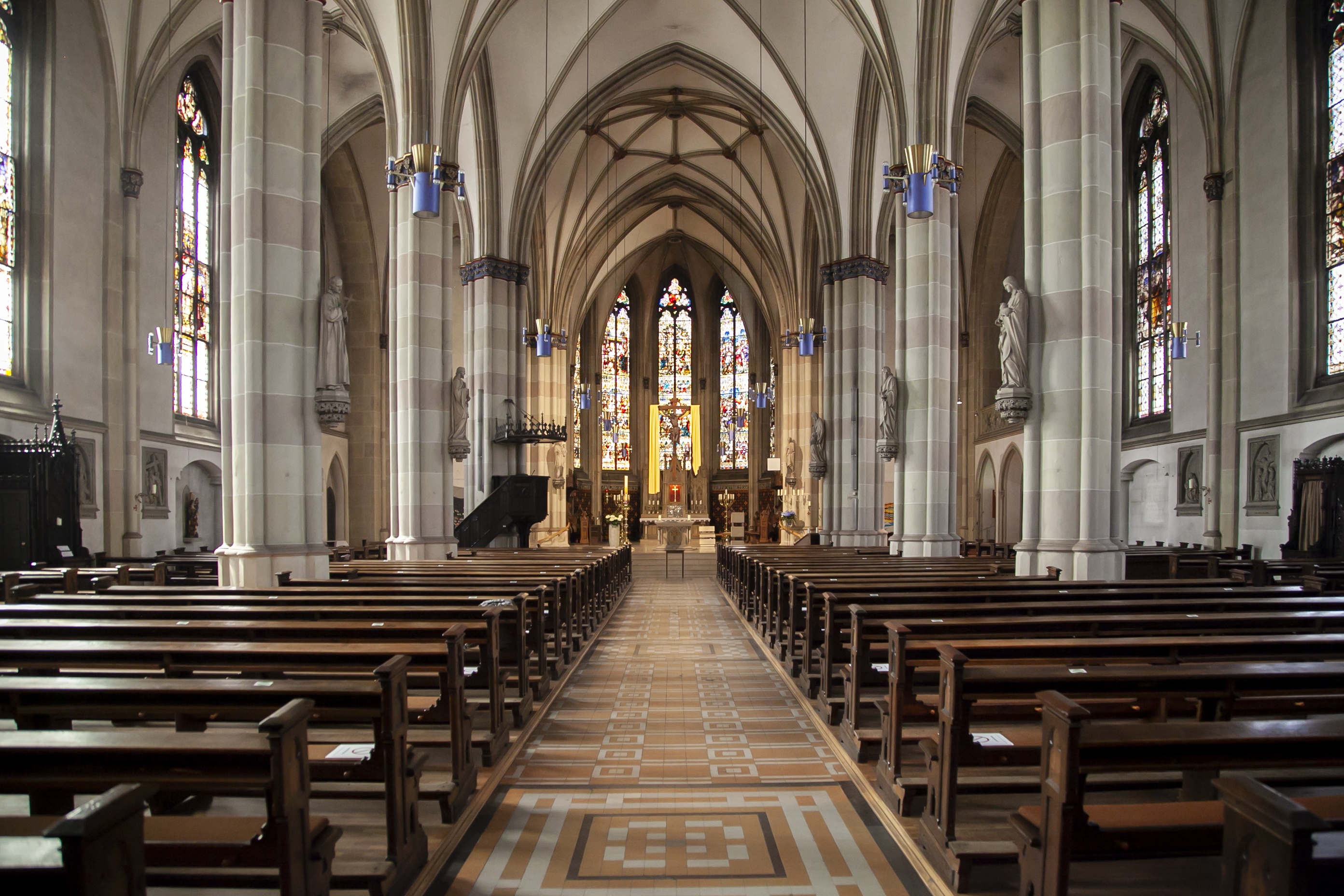
Blick durch das Hauptschiff

Im Jahre 1997 wurde bei der letzten großen Renovierung des Kirchbaus der Altarraum verändert. Der Chorraum wurde zum Mittelschiff hin vorgezogen. Im Jahre 2000 erhielt der Innenraum einen neuen Anstrich, wobei die tragenden Elemente sandsteinfarben gefasst wurden.
Seit dem 27. November 2005 ist St. Lamberti auch die Pfarrkirche der neuen Gemeinde St. Lambertus, zu der auch St. Marien in Ochtrup, St. Johannes Baptist im Stadtteil Langenhorst, St. Dionysius und ihre Vorgängerkirche im Stadtteil Welbergen, sowie die Kapellen der Pflegeheime Pius-Stift und Carl-Sonnenschein-Haus in Ochtrup gehören.

## Fenster

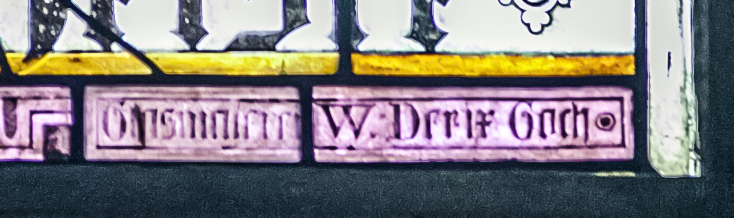
Emblem der Glasmalerei-Werkstatt Derix in einem der Fenster des westlichen Seitenschiffes

Die Fenster wurden von der Glasmalerei-Werkstatt Derix aus Goch in der Formensprache der Nazarener gefertigt. Der Zyklus im Langhaus stellt die acht Seligpreisungen der Bergpredigt nach Matthäus dar: Selig sind die Armen im Geiste, Selig sind die Sanftmütigen, Selig sind die Trauernden, Selig sind die hungern und dürsten nach Gerechtigkeit, Selig sind die Barmherzigen, Selig sind die Friedfertigen und Selig sind die Verfolgung leiden.

## Ausstattung
- Der aus dem 12. Jahrhundert stammende, aus Bentheimer Sandstein gefertigte, Taufbrunnen, wurde 1997 im linken Seitenschiff aufgestellt. Er hat die Form eines Zylinders. Typisch für diese Art der Taufbrunnen sind Ornamente aus einfachen Zeichen, wie Wülste in der Form von Tauen. Der Taufbrunnen erhielt in neuerer Zeit einen einfachen Verschlussdeckel. Der wertvolle neugotische Verschlussdeckel ist an der Seite ausgestellt.
- Der quadratische Altar wurde 1997 aus den ehemaligen Seitenaltären zusammengefügt und in die Vierung versetzt.
- Aus dem 18. Jahrhundert gab es zwei alte Glocken, die auf Pastor Wernekink zurückgehen. Davon fielen zwei dem Ersten Weltkrieg zum Opfer (1917 eingeschmolzen) und wurden 1920 durch neue ersetzt.

## Orgel
Die Orgel von St. Lamberti wurde im Jahre 1891 von der Orgelbaufirma Fleiter (Münster) gebaut. Nach Umbauten in den Jahren 1934, 1951 und 1986 hat das Instrument heute 54 Register auf drei Manualen und Pedal. Die Spieltraktur ist mechanisch, die Registertraktur der Schleifladen ist elektrisch.
| I Hauptwerk C–g3 |       |
| Principal        | 16′   |
| Richtprincipal   | 8′    |
| Soloflöte        | 8′    |
| Gamba            | 8'    |
| Gemshorn         | 8'    |
| Oktave           | 4′    |
| Rohrflöte        | 4′    |
| Quinte           | 2 ⁄3′ |
| Superoktave      | 2′    |
| Cornett          | 3f.   |
| Mixtur 3-4f.     | 1 ⁄3' |
| Bombarde         | 16'   |
| Tuba             | 8'    |

| II Oberwerk C–g3 |       |
| Bordun           | 16′   |
| Flötenprincipal  | 8′    |
| Hohlflöte        | 8′    |
| Nachthorn        | 8′    |
| Quintatön        | 8'    |
| Salicional       | 8′    |
| Principal        | 4'    |
| Sanftflöte       | 4′    |
| Waldflöte        | 2′    |
| Sesquialter      | 2 ⁄3' |
| Quinte           | 1 ⁄3' |
| Cymbel 3f.       | 2⁄3'  |
| Krummhorn        | 8'    |
| Tremulant        |       |

| III Schwellwerk C–g3 |        |
| Quintatön            | 16′    |
| Principal minor      | 8′     |
| Jubalflöte           | 8′     |
| Liebl. Gedackt       | 8′     |
| Undamaris            | 8'     |
| Vox Celeste          | 8′     |
| Fugara               | 4'     |
| Offenflöte           | 4′     |
| Nasard               | 2 ⁄3'  |
| Flautino             | 2′     |
| Terz                 | 1 3⁄5' |
| Sifflaut             | 1'     |
| Mixtur 4f.           | 8'     |
| Basson               | 16'    |
| Feldtrompete         | 8'     |
| Oboe                 | 8'     |
| Tremulant            |        |

| Pedal C–f1    |         |
| Principalbaß  | 16′     |
| Violonbaß     | 16′     |
| Subbaß        | 16'     |
| Quintbaß      | 10 2⁄3' |
| Flötbaß       | 8'      |
| Cello         | 8'      |
| Choralbaß     | 4′      |
| Bachflöte     | 2'      |
| Fagott        | 32'     |
| Posaune       | 16'     |
| Trompete      | 8'      |
| Sing. Cornett | 2'      |

- Koppeln: II/I, III/I, 0II/I, 0III/I, III/II, 0III/II, I/P, II/P, III/P
- Spielhilfen: 2 freie Kombinationen, 2 Pedalkombinationen, Zungenabsteller